# Артур Гебауер
Артур Гебауер (нім. Artur Gebauer; 7 жовтня 1886, Троппау — 6 грудня 1969, Ґрац) — австро-угорський, австрійський і німецький офіцер, генерал-майор вермахту.

## Біографія
18 серпня 1907 року вступив в австро-угорську армію. Учасник Першої світової війни, після завершення якої продовжив службу в австрійській армії. З 16 вересня 1937 року — командир 2-го батальйону 17-го піхотного полку. Після аншлюсу 15 березня 1938 року автоматично перейшов у вермахт. З 1 квітня 1938 року — офіцер для особливих доручень при командувачі армійською групою 5. З 1 серпня 1938 року — командир 133-го, з 1 грудня 1939 по 20 березня 1942 року — 158-го піхотного полку. З 1 квітня 1942 року — комендант Ґраца. 28 лютого 1945 року звільнений у відставку.

## Звання
- Кадет-заступник офіцера (18 серпня 1907)
- Лейтенант (1 листопада 1910)
- Оберлейтенант (1 листопада 1914)
- Ротмістр (1 листопада 1917)
- Титулярний майор (1 січня 1921)
- Штабсротмістр (1 березня 1923)
- Майор (19 січня 1928)
- Оберстлейтенант (18 грудня 1934)
- Оберст (1 лютого 1939)
- Генерал-майор (1 червня 1942)

## Нагороди
- Ювілейний хрест
- Бронзова медаль «За військові заслуги» (Австро-Угорщина) з мечами
- Хрест «За військові заслуги» (Австро-Угорщина) 3-го класу з військовою відзнакою і мечами
- Військовий Хрест Карла
- Пам'ятна військова медаль (Австрія) з мечами
- Хрест «За вислугу років» (Австрія) 2-го класу для офіцерів (25 років)
- Хрест «За військові заслуги» (Австрія) 3-го класу (14 лютого 1938)
- Почесний хрест ветерана війни з мечами
- Медаль «За вислугу років у Вермахті» 4-го, 3-го, 2-го і 1-го класу (25 років)